# Phùng Quốc Hiển
Phùng Quốc Hiển (sinh ngày 6 tháng 4 năm 1958) là một chính trị gia người Việt Nam. Ông từng là Phó Chủ tịch Quốc hội Việt Nam phụ trách tài chính - ngân sách, Đại biểu Quốc hội Việt Nam khóa 14 nhiệm kì 2016-2021 thuộc đoàn đại biểu Quốc hội tỉnh Lai Châu. Ông từng là Đại biểu Quốc hội Việt Nam khóa 13, thuộc đoàn đại biểu tỉnh Yên Bái. Trong Đảng Cộng sản Việt Nam, ông từng là Ủy viên Ban Chấp hành Trung ương Đảng Cộng sản Việt Nam khóa XII, Ủy viên Đảng đoàn Quốc hội

## Xuất thân
Ông quê quán tại xã Yên Luật, huyện Hạ Hòa, tỉnh Phú Thọ. Ông hiện cư trú ở Phòng 902, nhà công vụ Quốc hội, Số 2 Hoàng Cầu, phường Ô Chợ Dừa, quận Đống Đa, thành phố Hà Nội.

## Giáo dục
- Giáo dục phổ thông: 10/10[2]
- Cử nhân Kinh tế tài chính tại Đại học Tài chính Kế toán (nay là Học viện Tài chính)[2]
- Tiến sĩ Kinh tế chuyên ngành tài chính, tín dụng [2]

## Sự nghiệp

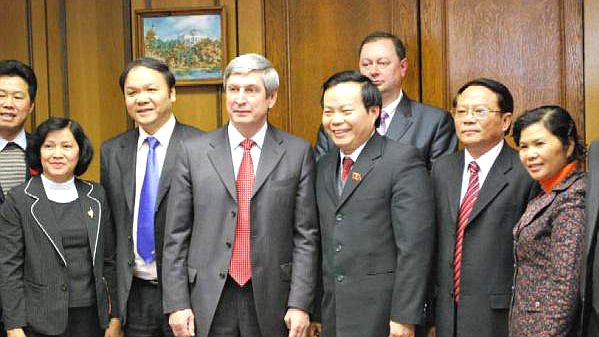
Phùng Quốc Hiển (đeo huy hiệu) trong chuyến thăm và làm việc tại Nga, năm 2009

Ông từng giữ các chức vụ tại tỉnh Yên Bái như: Phó Giám đốc Kho bạc Nhà nước tỉnh Yên Bái, Cục trưởng Cục Thuế, Phó Chủ tịch Ủy ban nhân dân tỉnh, Bí thư Tỉnh ủy Yên Bái (2005) trước khi chuyển công tác về Trung ương (2007), Ủy viên Ủy ban thường vụ Quốc hội, Chủ nhiệm Ủy ban Tài chính - Ngân sách của Quốc hội.
Ngày 18 tháng 1 năm 2011, ông tái đắc cử Ủy viên Ban Chấp hành Trung ương Đảng khóa XI.
Ngày 26 tháng 1 năm 2016, ông tái đắc cử Ủy viên Ban Chấp hành Trung ương Đảng khóa XII.
Ngày 5/4/2016, tại kỳ họp thứ 11 Quốc hội khóa XIII, ông được bầu giữ chức Phó Chủ tịch Quốc hội.
Ngày 22 tháng 7 năm 2016, tại kỳ họp thứ nhất Quốc hội khóa XIV, ông tiếp tục được bầu giữ chức Phó Chủ tịch Quốc hội nước Cộng hòa Xã hội Chủ nghĩa Việt Nam.
Ngày 31 tháng 3 năm 2021, tại kỳ họp thứ mười một Quốc hội khóa XIV, Quốc hội đã biểu quyết thông qua Nghị quyết về việc miễn nhiệm Phó Chủ tịch Quốc hội đối với ông Phùng Quốc Hiển.

## Danh hiệu
- Huân chương Lao động hạng Nhất
- Huân chương Đại đoàn kết dân tộc